# ماتيوس باربوسا
ماتيوس باربوسا هو لاعب كرة قدم برازيلي في مركز الدفاع، ولد في 18 أغسطس 1994 في ساو برناردو دو كامبو في البرازيل. لعب مع نادي أيه بي سي.

## وصلات خارجية
- ماتيوس باربوسا على موقع قاعدة بيانات كرة القدم.إي يو (الإنجليزية)
- ماتيوس باربوسا على موقع Soccerway.com (الإنجليزية)